# Guntis Ulmanis
Guntis Ulmanis (Riga, 13 settembre 1939) è un politico lettone.
È stato il quinto presidente della Lettonia, il primo dalla riconquistata indipendenza nel 1991. Ha esercitato il suo mandato dal 1993 al 1999.